# Prix décennaux
Les Prix décennaux sont des prix institués par Napoléon Ier pour récompenser les artistes, auteurs, savants et inventeurs. Ils devaient être décernés à chaque 10e anniversaire du coup d'État du 18 brumaire.
Ces prix furent institués par un décret daté du 11 septembre 1804, révisé en novembre 1809. Il y avait 35 prix, dont 9 de première classe.
La procédure retenue pour l'attribution des prix était la suivante : le jury était constitué par les présidents et secrétaires perpétuels de l’Institut, qui devaient remettre un rapport au ministre de l’Intérieur. Celui-ci devait l'adresser à chacune des quatre classes de l'Institut concernée, qui en ferait une critique raisonnée et qui serait imprimée. Enfin, le ministre remettrait à l'empereur son rapport sur le tout, et un décret impérial décernerait les prix (prévu en novembre 1810).
Si le choix des prix scientifiques ne posa pas de difficultés, il y en alla d'une autre manière pour les prix artistiques. Napoléon rencontra en effet l'opposion sourde de l'Institut, et n'ayant pu gagner cette assemblée à ses vues, il préféra ajourner l'attribution des prix sera ajournée sine die.
Les controverses les plus célèbres concernent Chateaubriand et David. Napoléon ne put obtenir que Chateaubriant figure sur la liste des prix. Pour la peinture, l’Institut donna sa préférence au Sacre de David plutôt qu'aux Pestiférés de Jaffa de Gros pour la peinture d'histoire nationale. Pour la peinture d’histoire héroïque, l’Institut distingua la Scène du déluge de Girodet au détriment des Sabines de David. Napoléon était dans ces deux cas d'un avis contraire.